# 慈云寺 (临河区)
慈云寺，位于内蒙古自治区巴彦淖尔市临河区新华镇，是一座藏传佛教香巴噶举派寺院。

## 简介
慈云寺位于巴彦淖尔市临河区新华镇。该寺创建于1938年。2001年，应汉地信众祈请，具德金刚上师玖美俄萨活佛，自西藏来到慈云寺主持。
玖美俄萨活佛是江贡活佛（香巴噶举派拉则寺活佛）和六世贡唐仓活佛等高僧的弟子，秉承宁玛派、格鲁派传承。玖美俄萨活佛主持慈云寺后，在巴彦淖尔市及临河区宗教部门、新华镇人民政府的支持下，对寺院进行大规模建设。几年时间便建成一座显密双修、汉藏结合的佛教道场。该寺由山门、观音殿、龙树殿、地藏殿、米拉塔、密宗院、财神殿、二僧院、本尊殿、三身殿等建筑组成。
慈云寺重修后，每年春季均举办庙会。如2011年3月31日，恰逢慈云寺的庙会日，临河区农牧业科技人员送科技到庙会，将带来的农牧业科技方面的书籍发给来参加庙会的群众。
此外，重建后的巴音善岱庙也成为一座典型的噶举派寺院，由巴彦淖尔市临河区的噶举派寺院慈云寺活佛具德金刚上师玖美俄萨派弟子前往该寺主持并维护道场。

## 延伸阅读
- 巴彦淖尔寺庙之四——慈云寺，为了缘而来的博客，2012-09-17（页面存档备份，存于）